# Hans-Karl Riedel
Hans-Karl Riedel (* 18. April 1893 in Ochsenhausen; † 22. Dezember 1967 in Esslingen am Neckar) war ein deutscher Fabrikant und Kommunalpolitiker.

## Werdegang

### Ausbildung und Beruf
Riedel kam als Sohn des königlichen Oberfinanzrats Wilhelm Riedel zur Welt. Er besuchte das Karls-Gymnasium in Stuttgart bis zum Einjährigenzeugnis. Es folgte eine kaufmännische Lehre bei der Firma Paul Lechler sowie der Militärdienst bei den Königin-Olga-Grenadieren. Anschließend ging er an die afrikanische Goldküste, wo er in der Niederlassung einer Hamburger Firma tätig war. Bei Ausbruch des Ersten Weltkriegs wurde er interniert und verbrachte die gesamten Kriegsjahre in Straflagern. Die Zeit seiner Gefangenschaft wurde für ihn, wie er später selbst oft sagte, prägend. Sie festigte ihn in seinem Bekenntnis zum Christentum, dessen Grundwerte Leitlinie seines späteren Handelns wurden. 1918 kehrte er über die Niederlande nach Stuttgart zurück. Er fand eine Anstellung in einer pyrotechnischen Fabrik in Cleebronn. Während dieser Zeit heiratete er Mathilde Wagner, Tochter des Esslinger Fabrikanten Eugen Wagner. Seine berufliche Tätigkeit als Teilhaber eines Handelsunternehmens führte das Ehepaar dann für etwa zwei Jahre nach Rotterdam.
1922 holte sein Schwiegervater ihn zur Unterstützung in der alteingesessenen Firma Christian Wagner Metallwarenfabrik nach Esslingen. Als Mitinhaber prägte er von 1922 bis 1965 die Entwicklung des Unternehmens maßgeblich. Er galt als „sozialer Arbeitgeber“, der sich auch den persönlichen Anliegen seiner Mitarbeiter annahm.

### Rettung der Stadt Esslingen
Kurz vor dem Einmarsch der US-Armee in Esslingen am 22. April 1945 nahm er in persönlicher Verantwortung Verhandlungen mit der Truppenspitze auf. Durch sein Eintreten verhinderte er die Beschießung und Bombardierung der Stadt. 

### Kommunalpolitisches Engagement
Nach Kriegsende stellte er sich dem Wiederaufbau des politischen und sozialen Lebens der Stadt zur Verfügung. Von 1945 bis 1961 war er Mitglied des Gemeinderats und wurde jeweils mit der höchsten Anzahl an Stimmen gewählt. Als Oberbürgermeister Dieter Roser nach seiner Wahl verhindert war, sein Amt anzutreten, übte Riedel von Mai 1948 bis August 1948 dieses Amt kommissarisch aus. Anschließend war er von 1948 bis 1956 erster Stellvertreter des Oberbürgermeisters. Am 11. September 1961 schied er aus gesundheitlichen Gründen aus dem Gemeinderat aus.
Ab Herbst 1945 war er 2. Vorsitzender des Christlichen Vereins Junger Männer (CVJM) in Esslingen und wurde später zu dessen Ehrenvorstand ernannt. Er war Mitglied des Landesausschusses und Vizepräsident des Württembergischen Evangelischen Landeskirchentags.

## Ehrungen
- 1952: Verdienstkreuz am Bande der Bundesrepublik Deutschland